# Лярра анафемська
Лярра анафемська (Larra anathema) — вид комах з родини Crabronidae. Корисний ентомофаг.

## Морфологічні ознаки
Тіло, крім двох перших червоних сегментів черевця, і ноги чорні. Крила димчасті. Довжина тіла — 12-22 мм.

## Поширення
Ареал охоплює Центральну та Південну Європу, південні райони Східно-Європейської рівнини, Кавказ, південно-західну та Середню Азію, Північну Африку.
В Україні поширений у південних і південно-західних районах, знайдений також у Полтавській і Черкаській областях. На окремих ділянках цей вид звичайний, але малочисельний.

## Особливості біології
Імаго — антофіли, живляться нектаром квіток зонтичних, молочайних, кермеку, чебрецю. Яйця і личинки розвиваються на вовчках (капустянках). Щоб відкласти яйця оса переслідує вовчка у його норах під землею, виганяє на поверхню і паралізує на 5-6 хвилин. Після того як лярра відклала яйце, вовчок знову заривається у ґрунт. Розвиток яйця триває 5-6 днів, личинки — близько 12 днів. Зимує личинка в тонкостінному коконі, який будує з піску, скріплюючи його слиною.

## Загрози та охорона
Загрози: деградація та руйнування стацій виду через господарську діяльність людини.
Охорона не здійснювалися. Необхідно зберігати біотопи, сприятливі для існування виду. У місцях перебування виду слід створити ентомологічні заказники. Рекомендований до охорони в Дунайському і Чорноморському БЗ та Карадазькому ПЗ.